# 일본에서 가장 많이 팔린 음반 목록
다음은 일본에서 가장 많이 팔린 음반 목록이다. 2007년 기준으로, 일본은 세계에서 두 번째이자, 아시아에서 가장 큰 음악 시장이다. 2008년에는, 미국을 제치고 가장 큰 피지컬 판매량 시장이 됐다.

## 오리콘 차트에서 가장 많이 팔린 음반
일본의 오리콘 음반 차트는 1970년 1월부터 집계가 시작됐으며, 현재까지 280장 이상의 음반이 100만 장 이상 판매됐다.

### 일본 음악가의 가장 많이 팔린 음반
| 순위 | 발매년도 | 제목                        | 음악가             | 판매량    |
| ---- | -------- | --------------------------- | ------------------ | --------- |
| 1    | 1999년   | 《First Love》              | 우타다 히카루      | 7,650,215 |
| 2    | 1998년   | 《B'z The Best "Pleasure"》 | 비즈               | 5,135,922 |
| 3    | 1997년   | 《Review》                  | 글레이             | 4,875,980 |
| 4    | 2001년   | 《Distance》                | 우타다 히카루      | 4,469,135 |
| 5    | 1998년   | 《B'z The Best "Treasure"》 | 비즈               | 4,438,742 |
| 6    | 2001년   | 《A Best》                  | 하마사키 아유미    | 4,295,353 |
| 7    | 1996년   | 《Globe》                   | globe              | 4,136,460 |
| 8    | 2002년   | 《Deep River》              | 우타다 히카루      | 3,604,588 |
| 9    | 2000년   | 《Delicious Way》           | 쿠라키 마이        | 3,530,000 |
| 10   | 1998년   | 《Time to Destination》     | Every Little Thing | 3,520,330 |

## 같이 보기
- 일본레코드협회
- 오리콘
- 오리콘 싱글 차트
- 오리콘 앨범 차트
- 빅 인 재팬